# Rhaphuma baibarae
Rhaphuma baibarae är en skalbaggsart som beskrevs av Masaki Matsushita 1931. Rhaphuma baibarae ingår i släktet Rhaphuma och familjen långhorningar.
Artens utbredningsområde är Taiwan. Inga underarter finns listade i Catalogue of Life.